# Deopalpus hirsutus
Deopalpus hirsutus là một loài ruồi trong họ Tachinidae.